# 克里斯·福勒
克里斯·福勒（Chris Fowler，1962年—） 是ESPN的美国体育评论员，他担任ABC和 ESPN网球报道的周六夜间足球赛的实况播音员。他还因在 1990 年至 2014 年间主持的大学比赛日以及大学橄榄球比赛而闻名。
2014 年，他取代布伦特·穆斯堡 (Brent Musburger)成为ABC周六橄榄球之夜的实况播音员。这让他与大学比赛日的柯克·赫布斯特(Kirk Herbstreit) 一起成为 ESPN 的顶级播音员，意味着他还将被选中播报大学橄榄球季后赛半决赛的其中一场和大学橄榄球全国锦标赛之一。 

## 早年生活和教育
福勒在伊利诺伊州罗克福德和宾夕法尼亚州州学院市长大。他的父亲诺克斯是宾夕法尼亚州立大学的戏剧教授。 在他青少年时期，他的家人搬回了科罗拉多州。他于 1980 年从科罗拉多斯普林斯的威廉·帕默将军高中毕业。 
福勒于1985年毕业于科罗拉多大学，并取得理学学士学位。 1983 年至 1985年期间，福勒在担任杂志节目的制作人和共同主持人。该节目每周通过科罗拉多州博尔德的有线电视台播出。他还在该大学的广播电台“KAIR-AM” 担任了两年的体育节目总监。在1982-1984年期间，他为落基山新闻撰写高中体育新闻。

## 职业生涯

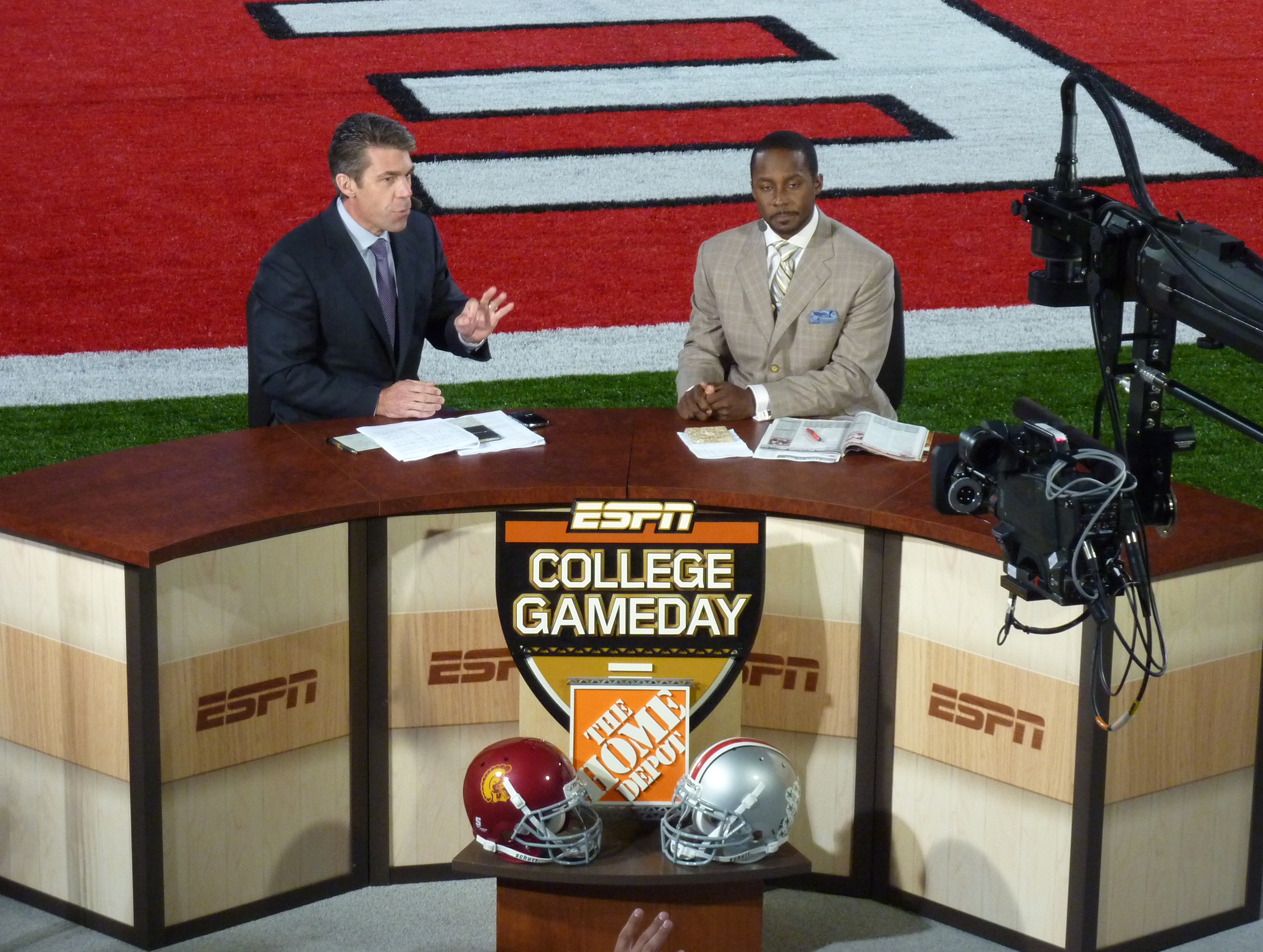
福勒和德斯蒙德霍华德于2009 年大学比赛日的赛后报道

在加入ESPN 之前，福勒在KCNC-TV（当时是NBC在丹佛的分支机构）工作了将近两年，担任制作助理、制片人和体育记者。1984年，他在同城的KMGH-TV体育部实习了几个月。
福勒于 1986 年 7 月加入ESPN ，担任了两年Scholastic Sports America的主持人/记者。 1988年，他担任了两个赛季的大学橄榄球副业记者。在参加大学橄榄球比赛时，福勒对当时因吸毒入狱的前俄克拉荷马大学四分卫查尔斯汤普森进行了独家采访。
他于 1990 年开始担任大学比赛日橄榄球路演的主持人，并于 1991 年开始主持ESPN的其他周六大学橄榄球节目。
在查尔斯伍德森击败田纳西州的佩顿曼宁赢得1997 年海斯曼奖杯后，田纳西州的球迷指责ESPN，尤其是主持颁奖典礼并将奖杯交给伍德森的福勒。福勒受到田纳西州球迷的辱骂（他在广播节目中将这种反应描述为“拖车公园狂潮”）， 大学比赛日节目在随后的几年里取消在田纳西州校园内拍摄。 

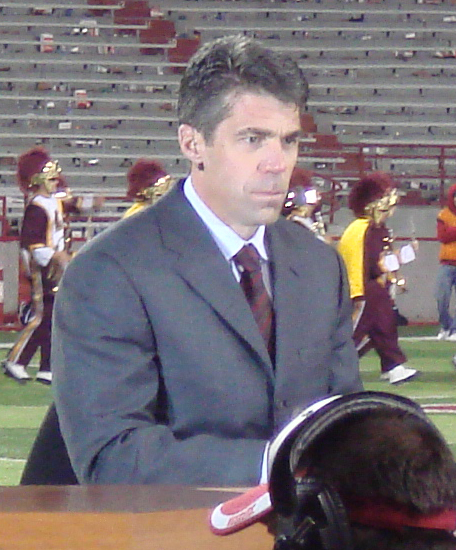
2007年的福勒

2015 年 2 月，ESPN宣布Rece Davis将接替福勒担任大学比赛日的主持人，但福勒将继续在ABC和大学橄榄球季后赛的周六夜足球赛中担任主持，并主持年度海斯曼奖杯的颁奖典礼。 
直到2006年，他还是ESPN 大学篮球节目的首席演播室主持人。福勒还在1995年至2000年主持ESPN的夏季世界极限运动会和1998年至2000年的冬季极限运动会以及赛马广播，包括 ESPN的育马者杯世界纯种马锦标赛。此外，他还担任ESPN转播的网球比赛的实况解说，包括温布尔登网球公开赛、澳大利亚网球公开赛、法国网球公开赛以及2009年首次在ESPN播出的美国网球公开赛。2010年，他与Mike Tirico一起负责了ESPN和ABC长达一个月的2010 FIFA 世界杯报道。 2020年，福勒与柯克·赫布斯特雷特播报了周一晚上足球开球周双赛的第一场比赛。 
他还是ESPN经典节目SportsCentury的主持人。
他是Seattle Kraken扩展选秀报道的主持人，这是自2004年以来与NHL合作的第一场ESPN冰球赛事。在电视转播期间，他犯了一个令人遗憾的错误，将卡罗莱纳飓风队称为“卡罗莱纳黑豹队”。这导致两支球队的推特账户互换标志来嘲笑他。
2007年，福勒与Lee Corso和德斯蒙德霍华德一起从威廉姆斯学院转播了大学比赛日对阵阿默斯特学院的主场比赛。这是大学比赛日第一次也是唯一一次报道了第三级别比赛。 福勒称这段经历，以及威廉姆斯在战胜阿默斯特之后沿着春街“步行”的传统，是“大学橄榄球最好的传统之一”。赛后福勒在圣皮埃尔理发店与威廉姆斯足球运动员一起庆祝胜利。 

## 个人生活
福勒与前健身模特/教练Jennifer Dempster结婚。她在1990年代登上过ESPN 的BodyShaping节目中。 